# Popis igara za Atari 2600
Ovaj popis igara za igraću konzolu Atari 2600 podijeljen je na sljedeća poglavlja: Igre izdane od Atarija i Searsa,  Igre koje su izdale treće stranke tokom proizvodnje Atari 2600, te kasnije Igre iz domaće radinosti.

## Igre izdane od Atarija i Searsa
Prvotno je sve igre za Atari 2600 razvijala i proizvodila tvrtka Atari, a te igre je američka trgovačka kuća Sears izdala pod imenom Tele-Games, ali pod drugime mimeima. Sears' Tele-Games nije bila srodna tvrtci Telegames, koja je proizvodila igre za Atari 2600 (koje su bile ponovno izdane pod imenom M-Network)
Za Sears Tele-Games tvrtka Atari je razvila ekskuzivne naslove:  Steeplechase, Stellar Track, and Submarine Commander.
| Atarijev naslov                           | Searsov naslov              | Dizajner(i) / Programer(i)  | Godina | Žanr                             | Opaske |
| ----------------------------------------- | --------------------------- | --------------------------- | ------ | -------------------------------- | --- |
| 32 in 1                                   | -                           |                             | 1988   | Educational, Sports              | A multi-genre cartridge. It was a PAL-only release and was compatible with the Atari 7800. 32 games were included, including games by Atari, Inc., Activision, CommaVid and US Games. |
| 3-D Tic-Tac-Toe                           | 3-D Tic-Tac-Toe             | Carol Shaw                  | 1980   | Strategy                         | |
| Action Pak                                | -                           |                             | 1981   | Akcija, strategija               | value price re-release of Othello, Dodge 'Em and Breakout. |
| Adventure                                 | Adventure                   | Warren Robinett             | 1979   | Avanturistička                   | |
| Air-Sea Battle                            | Target Fun                  | Larry Kaplan                | 1977   | Akcija                           | One of the 9 Atari 2600 launch titles |
| Alpha Beam with Ernie                     | -                           |                             | 1983   | Obrazovna                        | licensed by Children's Computer Workshop, Inc., |
| Asterix                                   | -                           |                             | 1983   |                                  | (PAL) |
| Asteroids                                 | Asteroids                   | Brad Stewart                | 1981   | Akcija                           | |
| Atari Video Cube                          | -                           |                             | 1982   | Strategija                       | |
| Backgammon                                | Backgammon                  | Craig Nelson                | 1979   | Strategy                         | |
| Back To School Pak                        | -                           |                             | 1978   | Educational, Strategy            | |
| Basic Math AKA Fun With Numbers           | Math                        | Gary Palmer                 | 1977   | Educational                      | One of the 9 Atari 2600 launch titles |
| Basic Programming                         | -                           | Warren Robinett             | 1979   |                                  | |
| Basketball                                | Basketball                  | Alan Miller                 | 1978   | Sports                           | |
| Battlezone                                | -                           |                             | 1983   | Action, Simulation               | |
| Berzerk                                   | Berzerk                     |                             | 1982   | Action                           | licensed by Stern Electronics, Inc. |
| Big Bird's Egg Catch                      | -                           |                             | 1983   | Educational, Strategy            | licensed by Children's Computer Workshop, Inc., |
| Blackjack                                 | Blackjack                   | Bob Whitehead               | 1977   | Simulation                       | One of the 9 Atari 2600 launch titles |
| Bowling                                   | Bowling                     | Larry Kaplan                | 1979   | Sports                           | |
| Brain Games                               | Brain Games                 | Larry Kaplan                | 1978   | Educational, Strategy            | |
| Breakout                                  | Breakaway IV                | Brad Stewart                | 1978   | Action                           | |
| Canyon Bomber                             | Canyon Bomber               | David Crane                 | 1979   | Action                           | |
| Casino                                    | Poker Plus                  | Bob Whitehead               | 1979   | Strategy                         | |
| Centipede                                 | -                           |                             | 1982   | Action                           | |
| Circus Atari                              | Circus                      | Mike Lorenzen               | 1980   | Action                           | based on Circus by Exidy |
| Codebreaker                               | Codebreaker                 |                             | 1978   | Strategy                         | |
| Combat                                    | Tank Plus                   | Larry Wagner, Joe Decuir    | 1977   | Action                           | One of the 9 Atari 2600 launch titles |
| Concentration AKA A Game of Concentration | Memory Match                | Jim Huether                 | 1978   |                                  | |
| Cookie Monster Munch                      | -                           |                             | 1983   | Educational                      | licensed by Children's Computer Workshop, Inc. |
| Crazy Climber                             | -                           |                             | 1983   | Action                           | licensed by Nihon Bussan Co., Ltd. |
| Crossbow                                  | -                           |                             | 1988   | Action                           | licensed by Exidy |
| Crystal Castles                           | -                           |                             | 1984   | Action                           | |
| Dark Chambers                             | -                           |                             | 1988   | Action                           | |
| Defender                                  | Defender                    | Bob Polaro                  | 1982   | Action                           | licensed by Williams Electronics Inc. |
| Defender II                               | -                           |                             | 1988   |                                  | |
| Demons to Diamonds                        | Demons to Diamonds          |                             | 1982   | Action                           | |
| Desert Falcon                             | -                           | Bob Polaro                  | 1987   | Action                           | |
| Diagnostic Cartridge                      | -                           |                             | ?      |                                  | |
| Dig Dug                                   | -                           |                             | 1983   | Action                           | licensed by Namco Limited |
| Dodge 'Em                                 | Dodger Cars                 | Carla Meninsky              | 1980   | Action, Racing / Driving         | |
| Double Dunk                               | -                           |                             | 1988   | Sports                           | |
| E.T. the Extra-Terrestrial                | -                           | Howard Scott Warshaw        | 1982   | Adventure                        | |
| Fatal Run                                 | -                           |                             | 1990   | Action, Racing / Driving         | licensed by Sculptured Software, Inc. |
| Flag Capture                              | Capture                     | Jim Huether                 | 1978   | Strategy                         | |
| Football                                  | Football                    | Bob Whitehead               | 1978   | Sports                           | |
| Galaxian                                  | -                           |                             | 1983   | Action                           | licensed by Namco Limited |
| Golf                                      | Golf                        |                             | 1980   | Sports                           | |
| Gravitar                                  | -                           |                             | 1983   | Action                           | |
| Gremlins                                  | -                           |                             | 1984   | Action                           | |
| Hangman                                   | Spelling                    | Alan Miller                 | 1978   | Strategy                         | |
| Haunted House                             | Haunted House               |                             | 1982   | Action, Adventure                | |
| Home Run                                  | Baseball                    | Bob Whitehead               | 1978   | Sports                           | |
| Human Cannonball                          | Cannon Man                  |                             | 1979   | Strategy                         | |
| Hunt & Score                              | -                           | Jim Huether                 | 1978   | Strategy                         | |
| Ikari Warriors                            | -                           |                             | 1990   | Action                           | licensed by SNK Corporation |
| Indy 500                                  | Race                        | Ed Riddle                   | 1977   | Racing / Driving                 | One of the 9 Atari 2600 launch titles |
| Joust                                     | -                           |                             | 1983   | Action                           | licensed by Williams Electronics Inc. |
| Jr. Pac-Man                               | -                           |                             | 1986   | Action                           | licensed by Bally Midway Manufacturing Co., Inc. |
| Jungle Hunt                               | -                           |                             | 1983   | 3rd-Person Perspective, Platform | licensed by Taito Corporation |
| Kangaroo                                  | -                           |                             | 1983   | Action                           | licensed by Sun Electronics Corp. |
| Klax                                      | -                           |                             | 1990   | Action, Strategy                 | |
| Krull                                     | -                           |                             | 1983   | Action                           | |
| Mario Bros.                               | -                           |                             | 1983   | Action                           | licensed by Nintendo |
| Math Gran Prix                            | Math Gran Prix              |                             | 1982   | Educational, Racing / Driving    | |
| Maze Craze: A Game of Cops and Robbers    | Maze Mania                  | Rick Maurer                 | 1980   | Action                           | |
| Midnight Magic                            | -                           |                             | 1987   | Action                           | see also David's Midnight Magic by Brøderbund Software, Inc. |
| Millipede                                 | -                           |                             | 1984   |                                  | |
| Miniature Golf                            | -                           |                             | 1979   | Simulation, Sports, Strategy     | |
| Missile Command                           | Missile Command             | Rob Fulop                   | 1981   | Action                           | |
| Moon Patrol                               | -                           |                             | 1983   | Action                           | licensed by Irem Corp. |
| MotoRodeo                                 | -                           |                             | 1990   | Racing / Driving, Sports         | licensed by Axlon |
| Ms. Pac-Man                               | -                           |                             | 1983   | Action                           | licensed by General Computer Corporation, Midway |
| Night Driver                              | Night Driver                | Rob Fulop                   | 1980   | Action, Racing / Driving         | |
| Obelix                                    | -                           |                             | 1983   | Action                           | |
| Off the Wall                              | -                           |                             | 1989   | Action                           | |
| Oscar's Trash Race                        | -                           |                             | 1983   | Educational, Racing / Driving    | licensed by Children's Computer Workshop, Inc., |
| Othello                                   | Othello                     | Ed Logg                     | 1980   | Strategy                         | |
| Outlaw                                    | Gunslinger                  | David Crane                 | 1978   | Action                           | |
| Pac-Man                                   | Pac-Man                     | Tod Frye                    | 1982   | Action                           | licensed by Namco Limited |
| Pelé's Soccer                             | Championship Soccer, Soccer | Steve Wright                | 1980   | Action, Sports                   | |
| Pengo                                     | -                           |                             | 1984   | Action                           | licensed by Coreland, SEGA Enterprises Ltd. |
| Pepsi Invaders                            | -                           |                             | 1983   | Action                           | A special version of Space Invaders commissioned by Coca-Cola. |
| Phoenix                                   | -                           |                             | 1983   | Action                           | licensed by Amstar Electronics |
| Pigs in Space                             | -                           |                             | 1983   | Action                           | |
| Pole Position                             | -                           |                             | 1983   | Racing / Driving                 | licensed by Namco Limited |
| Quadrun                                   | -                           |                             | 1983   | Action                           | |
| Racing Pak                                | -                           |                             | 1982   | Racing / Driving                 | |
| Radar Lock                                | -                           |                             | 1989   | Action                           | |
| Raiders of the Lost Ark                   | -                           | Howard Scott Warshaw        | 1982   | Adventure                        | |
| RealSports Baseball                       | -                           |                             | 1982   | Action, Sports                   | |
| RealSports Boxing                         | -                           |                             | 1987   | Action, Sports                   | |
| RealSports Football                       | -                           |                             | 1982   | Sports                           | |
| RealSports Soccer                         | -                           |                             | 1983   | Sports                           | |
| RealSports Tennis                         | -                           |                             | 1983   | Sports                           | |
| RealSports Volleyball                     | -                           | Bob Polaro                  | 1982   | Sports                           | |
| Road Runner                               | -                           | Bob Polaro                  | 1989   | Action, Racing / Driving         | |
| Rubik's Cube                              | -                           |                             | 1983   |                                  | |
| Secret Quest                              | -                           |                             | 1989   | Adventure, Role-Playing (RPG)    | licensed by Axlon |
| Sentinel                                  | -                           |                             | 1990   | Action                           | |
| Signal Tracing Cartridge                  | -                           |                             | ?      |                                  | |
| Sky Diver                                 | Dare Diver                  | Jim Huether                 | 1979   | Action                           | |
| Slot Machine                              | Slots                       | David Crane                 | 1979   | Simulation                       | |
| Slot Racers                               | Maze                        | Warren Robinett             | 1978   | Action                           | |
| Solaris                                   | -                           |                             | 1986   | Action                           | |
| Snoopy and The Red Baron                  | -                           |                             | 1983   | Action                           | |
| Sorcerer's Apprentice                     | -                           |                             | 1983   | Action                           | |
| Space Invaders                            | Space Invaders              | Rick Maurer                 | 1980   | Action                           | licensed by Taito Corporation |
| Space War                                 | Space Combat                |                             | 1978   | Action, Simulation               | |
| Sprintmaster                              | -                           | Bob Polaro                  | 1988   | Action, Racing / Driving         | |
| Stargate                                  | -                           |                             | 1984   | Action                           | licensed by Williams Electronic Games, Inc. |
| Star Raiders                              | Star Raiders                | Carla Meninsky              | 1982   | Action, Strategy                 | |
| Star Ship                                 | Outer Space                 | Bob Whitehead               | 1977   | Action                           | One of the 9 Atari 2600 launch titles |
| -                                         | Steeplechase                | Jim Huether                 | 1980   | Action, Sports                   | one of the three titles Atari produced exclusively for Sears. |
| -                                         | Stellar Track               |                             | 1981   | Simulation, Strategy             | one of the three titles Atari produced exclusively for Sears. |
| Street Racer                              | Speedway II                 | Larry Kaplan                | 1977   | Racing / Driving                 | One of the 9 Atari 2600 launch titles |
| -                                         | Submarine Commander         |                             | 1982   | Simulation                       | one of the three titles Atari produced exclusively for Sears. |
| Super Baseball                            | -                           |                             | 1988   | Action, Sports                   | |
| Super Breakout                            | Super Breakout              |                             | 1982   | Action                           | |
| Super Football                            | -                           |                             | 1988   | Sports                           | |
| Superman                                  | Superman                    | John Dunn                   | 1979   |                                  | |
| Surround                                  | Chase                       | Alan Miller                 | 1977   | Action                           | One of the 9 Atari 2600 launch titles |
| Swordquest: Earthworld                    | -                           |                             | 1982   | Action, Adventure                | |
| Swordquest: Fireworld                     | -                           | Tod Frye                    | 1982   | Adventure                        | |
| Swordquest: Waterworld                    | -                           |                             | 1983   | Adventure                        | |
| Taz                                       | -                           |                             | 1984   | Action                           | |
| Track & Field                             | -                           |                             | 1984   | Sports                           | licensed by Konami |
| Vanguard                                  | -                           |                             | 1982   | Action                           | licensed by SNK Corporation |
| Video Checkers                            | Checkers                    | Carol Shaw                  | 1980   | Strategy                         | |
| Video Chess                               | Video Chess                 | Larry Wagner, Bob Whitehead | 1979   | Strategy                         | |
| Video Olympics                            | Pong Sports                 | Joe Decuir                  | 1977   | Action                           | One of the 9 Atari 2600 launch titles |
| Video Pinball                             | Arcade Pinball              | Bob Smith                   | 1981   |                                  | |
| Warlords                                  | Warlords                    | Carla Meninsky              | 1981   | Action                           | |
| Xenophobe                                 | -                           |                             | 1990   | Action                           | licensed by Bally Midway Manufacturing Co., Inc. |
| Yars' Revenge                             | Yars' Revenge               | Howard Scott Warshaw        | 1982   | Action                           | |

## Igre koje su izdale treće stranke
Rastom popularnosti Atari 2600, tvrtke kao Activision i Imagic, ušle su na tržište i izdale su svoje memorijske kasete. Mnoge popularne memorijske kasete, kao Pitfall! i Demon Attack izdale su treće stranke.
This is a partial list.
| Game Title                                                                              | Developer (Designer)                                    | Publisher                      | Year | Genre                         | Notes and references                                                                  |
| --------------------------------------------------------------------------------------- | ------------------------------------------------------- | ------------------------------ | ---- | ----------------------------- | ------------------------------------------------------------------------------------- |
| Acid Drop                                                                               | Dennis Kiss                                             | Salu Ltd                       | 1992 | Strategy                      | a puzzle game; the last game released while Atari 2600s were still being manufactured |
| Actionauts                                                                              | Rob Fulop                                               |                                | 2008 | Simulation                    | Originally planned for release in 1983                                                |
| The Activision Decathlon                                                                | Activision (David Crane)                                | Activision                     | 1983 | Sports                        |                                                                                       |
| Adventures of Tron                                                                      | APh Technological Consulting                            | M-Network                      | 1982 | Action                        |                                                                                       |
| Airlock                                                                                 | Data Age                                                | Data Age                       | 1982 | Action                        |                                                                                       |
| Air Raid                                                                                | MenAVision                                              | MenAVision                     | 1984 | Action                        |                                                                                       |
| Air Raiders                                                                             | M-Network                                               | M-Network                      | 1982 | Action                        |                                                                                       |
| Alien                                                                                   | 20th Century Fox                                        | 20th Century Fox               | 1982 | Action                        |                                                                                       |
| Alien's Return                                                                          |                                                         | Home Vision                    | 1983 | Action                        |                                                                                       |
| Amidar                                                                                  | Konami                                                  | Parker Brothers                | 1982 | Action                        |                                                                                       |
| Armor Ambush                                                                            | M-Network                                               | M-Network                      | 1982 | Action, Racing / Driving      |                                                                                       |
| Artillery Duel/Chuck Norris Superkicks                                                  | Xonox                                                   | Xonox                          | 1983 | Strategy                      | double-ended cartridge                                                                |
| Artillery Duel/Ghost Manor                                                              | Xonox                                                   | Xonox                          | 1983 | Strategy                      | double-ended cartridge                                                                |
| Artillery Duel/Spike's Peak                                                             | Xonox                                                   | Xonox                          | 1983 | Strategy                      | double-ended cartridge                                                                |
| Artillery Duel                                                                          | Xonox                                                   | Xonox                          | 1983 | Strategy                      |                                                                                       |
| Assault                                                                                 | Bomb                                                    | Bomb                           | 1983 | Action                        |                                                                                       |
| Astroblast                                                                              | M-Network                                               | M-Network                      | 1982 | Action                        |                                                                                       |
| Atlantis                                                                                | Imagic                                                  | Imagic                         | 1982 | Action                        |                                                                                       |
| Atlantis II                                                                             | Imagic                                                  | Imagic                         | 1982 | Action                        |                                                                                       |
| Bachelor Party                                                                          | Mystique                                                | PlayAround                     | 1983 | Action                        |                                                                                       |
| Bachelorette Party                                                                      | Mystique                                                | PlayAround                     | 1983 | Action                        |                                                                                       |
| Bank Heist                                                                              | 20th Century Fox                                        | 20th Century Fox               | 1983 | Action, Racing / Driving      |                                                                                       |
| Barnstorming                                                                            | Activision                                              | Activision                     | 1982 | Action                        |                                                                                       |
| Beamrider                                                                               | Activision                                              | Activision                     | 1984 | Action                        |                                                                                       |
| Beany Bopper                                                                            | Sirius Software                                         | 20th Century Fox               | 1982 | Action                        |                                                                                       |
| Beat Em and Eat Em                                                                      | Mystique                                                | PlayAround                     | 1983 | Action                        |                                                                                       |
| Berenstain Bears                                                                        | Coleco                                                  | Coleco                         | 1983 | Educational                   |                                                                                       |
| Bermuda Triangle                                                                        | Data Age                                                | Data Age                       | 1982 | Action                        |                                                                                       |
| Blue Print                                                                              | Bally Midway Manufacturing Co., Inc.                    | CBS Electronics                | 1982 | Action                        |                                                                                       |
| BMX Airmaster                                                                           | TNT Games                                               | Sculptured Software, Inc.      | 1989 | Action, Sports                |                                                                                       |
| Bobby Is Going Home                                                                     |                                                         | Bit Corporation                | 1983 |                               |                                                                                       |
| Boing!                                                                                  | First Star Software                                     | First Star Software            | 1983 | Action                        |                                                                                       |
| Boxing                                                                                  | Activision (Bob Whitehead)                              | Activision                     | 1980 | Sports                        |                                                                                       |
| Bridge                                                                                  | Activision (Larry Kaplan)                               | Activision                     | 1981 | Strategy                      |                                                                                       |
| Buck Rogers: Planet of Zoom                                                             | Sega                                                    | Sega                           | 1983 | Action                        |                                                                                       |
| Bugs                                                                                    | Data Age                                                | Data Age                       | 1982 | Action                        |                                                                                       |
| Bumper Bash                                                                             | Spectravision                                           | Spectravision                  | 1983 | Action                        |                                                                                       |
| Bump 'n' Jump                                                                           | Data East                                               | M-Network                      | 1983 | Action, Racing / Driving      |                                                                                       |
| BurgerTime                                                                              | Data East                                               | M-Network                      | 1983 | Action                        |                                                                                       |
| Burning Desire                                                                          |                                                         | PlayAround                     | 1983 |                               |                                                                                       |
| Busy Police                                                                             |                                                         | Zellers                        | 1983 |                               | unlicensed reproduction of Keystone Kapers                                            |
| Cakewalk                                                                                | CommaVid                                                | CommaVid                       | 1983 | Action                        |                                                                                       |
| California Games                                                                        | Epyx                                                    | Epyx                           | 1987 | Sports                        |                                                                                       |
| Carnival                                                                                | Sega                                                    | Coleco                         | 1982 | Action                        |                                                                                       |
| Cathouse Blues                                                                          |                                                         | PlayAround                     | 1982 |                               |                                                                                       |
| Challenge                                                                               |                                                         | Funvision                      |      |                               |                                                                                       |
| Challenge of Nexar                                                                      | Sirius Software                                         | Spectravision                  | 1982 | Action                        |                                                                                       |
| Chase the Chuck Wagon                                                                   | Spectravision                                           | Spectravision                  | 1983 | Action                        |                                                                                       |
| Checkers                                                                                | Activision (Alan Miller)                                | Activision                     | 1981 | Strategy                      |                                                                                       |
| China Syndrome                                                                          | Spectravision                                           | Spectravision                  | 1983 | Action                        |                                                                                       |
| Chopper Command                                                                         | Activision (Bob Whitehead)                              | Activision                     | 1982 | Action                        |                                                                                       |
| Chuck Norris Superkicks/Ghost Manor                                                     | Xonox                                                   | Xonox                          | 1983 | Action                        | double-ended cartridge                                                                |
| Chuck Norris Superkicks/Spike's Peak                                                    | Xonox                                                   | Xonox                          | 1983 | Action                        | double-ended cartridge                                                                |
| Chuck Norris Superkicks                                                                 | Xonox                                                   | Xonox                          | 1983 | Action                        |                                                                                       |
| Coconuts                                                                                | Telesys                                                 | Telesys                        | 1982 | Action                        |                                                                                       |
| Commando                                                                                | Capcom Co., Ltd.                                        | Activision                     | 1988 | Action                        |                                                                                       |
| Commando Raid                                                                           | US Games                                                | US Games                       | 1982 | Action                        |                                                                                       |
| Communist Mutants from Space (Cassette)                                                 | Starpath                                                | Starpath                       | 1982 | Action                        |                                                                                       |
| Condor Attack                                                                           |                                                         | Ultravision                    | 1983 |                               |                                                                                       |
| Congo Bongo                                                                             | Sega                                                    | Sega                           | 1983 | Action                        |                                                                                       |
| Cosmic Ark                                                                              | Imagic (Rob Fulop)                                      | Imagic                         | 1982 | Action                        |                                                                                       |
| Cosmic Commuter                                                                         | Activision                                              | Activision                     | 1985 | Action                        |                                                                                       |
| Cosmic Corridor                                                                         |                                                         | Zimag                          | 1983 |                               |                                                                                       |
| Cosmic Creeps                                                                           | Telesys                                                 | Telesys                        | 1982 | Action                        |                                                                                       |
| Cosmic Free Fire                                                                        |                                                         | Action Hi-Tech                 |      |                               | PAL-format                                                                            |
| Cosmic Swarm                                                                            | CommaVid                                                | CommaVid                       | 1982 | Action                        |                                                                                       |
| Crab Control                                                                            |                                                         | Action Hi-Tech                 |      |                               | PAL-format                                                                            |
| Crackpots                                                                               | Activision                                              | Activision                     | 1983 | Action                        |                                                                                       |
| Crash Dive                                                                              | 20th Century Fox                                        | 20th Century Fox               | 1983 | Action                        |                                                                                       |
| Cross Force                                                                             | Spectravision                                           | Spectravision                  | 1983 | Action                        |                                                                                       |
| Cruise Missile                                                                          |                                                         | Froggo                         | 1987 |                               |                                                                                       |
| Crypts of Chaos                                                                         | 20th Century Fox                                        | 20th Century Fox               | 1982 | Adventure, Role-Playing (RPG) |                                                                                       |
| Cubicolor                                                                               | Rob Fulop                                               |                                | 1982 | Strategy                      |                                                                                       |
| Custer's Revenge                                                                        |                                                         | Mystique                       | 1983 |                               |                                                                                       |
| Dancing Plate                                                                           |                                                         | Bit Corporation                | 1982 |                               |                                                                                       |
| Dark Cavern                                                                             |                                                         | M-Network                      | 1982 |                               |                                                                                       |
| Deadly Discs                                                                            |                                                         | Telegames                      | 1983 | Action                        | reissue of M-Network's Tron: Deadly Discs                                             |
| Deadly Duck                                                                             | Sirius Software                                         | 20th Century Fox               | 1982 | Action                        |                                                                                       |
| Death Trap                                                                              | Avalon Hill                                             | Avalon Hill                    | 1983 | Action, Strategy              |                                                                                       |
| Deep Scan                                                                               | Sega                                                    | Sega                           | 1983 | Strategy                      |                                                                                       |
| Demolition Herby                                                                        | Telesys                                                 | Telesys                        | 1983 | Action                        |                                                                                       |
| Demon Attack                                                                            | Imagic (Rob Fulop)                                      | Imagic                         | 1982 | Action                        |                                                                                       |
| Dice Puzzle                                                                             |                                                         | Panda Computer Games           | 1983 |                               |                                                                                       |
| Dishaster                                                                               |                                                         | Zimag                          | 1982 |                               |                                                                                       |
| Dolphin                                                                                 | Activision                                              | Activision                     | 1983 | Action                        |                                                                                       |
| Donkey Kong                                                                             | Nintendo Co., Ltd.                                      | Coleco                         | 1982 | Action                        |                                                                                       |
| Donkey Kong Junior                                                                      | Nintendo Co., Ltd.                                      | Coleco                         | 1983 | Action                        |                                                                                       |
| Double Dragon                                                                           | Technos Japan Corp.                                     | Activision                     | 1989 | Action                        |                                                                                       |
| Dragon Treasure                                                                         |                                                         | Zellers                        |      |                               | unlicensed reproduction of Dragonfire                                                 |
| Dragonfire                                                                              | Imagic (Bob Smith)                                      | Imagic                         | 1982 | Action                        |                                                                                       |
| Dragonstomper (cassette)                                                                | Starpath                                                | Starpath                       | 1982 | Role-Playing (RPG)            |                                                                                       |
| Dragster                                                                                | Activision (David Crane)                                | Activision                     | 1980 | Racing / Driving              |                                                                                       |
| Earth Dies Screaming                                                                    | Sirius Software                                         | 20th Century Fox               | 1982 | Action                        |                                                                                       |
| Earth Attack                                                                            |                                                         | Zellers                        |      |                               | unlicensed reproduction of Defender                                                   |
| Eddy Langfinger, der Museumsdieb                                                        |                                                         | Quelle                         | 1983 | Action                        |                                                                                       |
| Eggomania                                                                               | US Games                                                | US Games                       | 1982 | Action                        |                                                                                       |
| Eli's Ladder                                                                            | Simage                                                  | Simage                         | 1982 | Educational                   |                                                                                       |
| Encounter at L-5                                                                        | Data Age                                                | Data Age                       | 1982 | Action                        |                                                                                       |
| Enduro                                                                                  | Activision                                              | Activision                     | 1983 | Racing / Driving              |                                                                                       |
| Entombed                                                                                | Western Technologies Inc.                               | US Games                       | 1982 | Action, Strategy              |                                                                                       |
| Escape From The Mindmaster (Cassette)                                                   | Starpath                                                | Starpath                       | 1982 | Adventure                     |                                                                                       |
| Espial                                                                                  | Orca Corporation                                        | Tigervision                    | 1984 | Action                        |                                                                                       |
| Exocet                                                                                  | Panda Computer Games                                    | Panda Computer Games           | 1983 | Action                        |                                                                                       |
| Exocet Missile                                                                          |                                                         | John Sands                     |      |                               |                                                                                       |
| Fantastic Voyage                                                                        | Sirius Software                                         | 20th Century Fox               | 1982 | Action                        |                                                                                       |
| Farmer Dan                                                                              |                                                         | Zellers                        |      |                               | unlicensed reproduction of Gopher                                                     |
| Fast Eddie                                                                              | Sirius Software                                         | 20th Century Fox               | 1982 | Action                        |                                                                                       |
| Fast Food                                                                               | Telesys                                                 | Telesys                        | 1982 | Action                        |                                                                                       |
| Fathom                                                                                  | Imagic (Rob Fulop)                                      | Imagic                         | 1983 | Action                        |                                                                                       |
| Fighter Pilot                                                                           |                                                         | Activision                     |      |                               |                                                                                       |
| Final Approach                                                                          | Apollo                                                  | Apollo                         | 1982 | Simulation, Strategy          |                                                                                       |
| Fireball (cassette)                                                                     | Starpath                                                | Starpath                       | 1982 | Action                        |                                                                                       |
| Fire Fighter                                                                            | Imagic (Brad Stewart)                                   | Imagic                         | 1982 | Action                        |                                                                                       |
| Fire Fly                                                                                | Mythicon                                                | Mythicon                       | 1983 | Action                        |                                                                                       |
| Fisher Price                                                                            |                                                         | CCE                            |      |                               |                                                                                       |
| Fishing Derby                                                                           | Activision (David Crane)                                | Activision                     | 1980 | Action, Sports                |                                                                                       |
| Flash Gordon                                                                            | Sirius Software                                         | 20th Century Fox               | 1983 | Action                        |                                                                                       |
| The Fly                                                                                 |                                                         | US Games                       |      |                               |                                                                                       |
| Frankenstein's Monster                                                                  | Data Age                                                | Data Age                       | 1983 | Action                        |                                                                                       |
| Freeway                                                                                 | Activision (David Crane)                                | Activision                     | 1981 | Action                        |                                                                                       |
| Frogger                                                                                 | APh Technological Consulting                            | Parker Brothers                | 1982 |                               |                                                                                       |
| Frogs and Flies                                                                         | APh Technological Consulting                            | Parker Brothers                | 1982 | Action                        |                                                                                       |
| Frogger, The Official (cassette)                                                        | Konami                                                  | Starpath                       | 1983 | Action                        |                                                                                       |
| Frogger II: Threeedeep!                                                                 | Parker Brothers                                         | Parker Brothers                | 1984 | Action                        |                                                                                       |
| Front Line                                                                              | Taito Corporation                                       | Coleco                         | 1983 | Action                        |                                                                                       |
| Frostbite                                                                               | Activision                                              | Activision                     | 1983 | Action                        |                                                                                       |
| Gamma-Attack                                                                            | Gammation                                               | Gammation                      | 1983 | Action                        |                                                                                       |
| Gangster Alley                                                                          | Spectravision                                           | Spectravision                  | 1983 | Action                        |                                                                                       |
| Gas Hog                                                                                 | Spectravision                                           | Spectravision                  | 1983 | Action                        |                                                                                       |
| Gauntlet                                                                                | Answer Software                                         | Answer Software                | 1983 | Action                        |                                                                                       |
| Ghostbusters                                                                            | Activision (David Crane)                                | Activision                     | 1985 | Action                        |                                                                                       |
| Ghostbusters II                                                                         | Activision                                              | Salu Ltd                       | 1990 | Action                        |                                                                                       |
| Ghost Manor/Spike's Peak                                                                | Xonox                                                   | Xonox                          | 1983 | Action                        | double-ended cartridge                                                                |
| Ghost Manor                                                                             | Xonox                                                   | Xonox                          | 1983 | Action                        |                                                                                       |
| G.I. Joe: Cobra Strike                                                                  | Parker Brothers                                         | Parker Brothers                | 1983 | Action                        |                                                                                       |
| Gigolo                                                                                  |                                                         | PlayAround                     | 1982 |                               |                                                                                       |
| Glacier Patrol                                                                          | VSS, Inc.                                               | Telegames                      | 1983 | Action                        |                                                                                       |
| Glib                                                                                    | Qualtronic Devices, Inc.                                | Selchow and Righter            | 1983 | Strategy                      |                                                                                       |
| Gopher                                                                                  | US Games                                                | US Games                       | 1982 | Action                        |                                                                                       |
| Gorf                                                                                    | Bally Midway Manufacturing Co., Inc.                    | CBS Electronics                | 1982 | Action                        |                                                                                       |
| Grand Prix                                                                              | Activision (David Crane)                                | Activision                     | 1982 | Racing / Driving              |                                                                                       |
| Great Escape                                                                            | Bomb                                                    | Bomb                           | 1983 | Action                        |                                                                                       |
| Guardian                                                                                | Apollo                                                  | Apollo                         | 1982 | Action                        |                                                                                       |
| Gyruss                                                                                  | Konami                                                  | Parker Brothers                | 1983 | Action                        |                                                                                       |
| Halloween                                                                               | VSS, Inc.                                               | Wizard Video                   | 1983 | Action                        |                                                                                       |
| Harbor Escape                                                                           |                                                         | Panda Computer Games           | 1983 |                               |                                                                                       |
| H.E.R.O.                                                                                | Activision                                              | Activision                     | 1984 | Action                        |                                                                                       |
| I Want My Mommy                                                                         |                                                         | Zimag                          | 1982 |                               |                                                                                       |
| Ice Hockey                                                                              | Activision (Alan Miller)                                | Activision                     | 1981 | Action, Sports                |                                                                                       |
| Inca Gold                                                                               |                                                         | Zellers                        |      |                               |                                                                                       |
| Infiltrate                                                                              | Apollo                                                  | Apollo                         | 1982 | Action, Strategy              |                                                                                       |
| International Soccer                                                                    |                                                         | M-Network                      | 1982 |                               |                                                                                       |
| James Bond 007                                                                          | On Time Software                                        | Parker Brothers                | 1983 | Action                        |                                                                                       |
| Jawbreaker                                                                              | On-Line Systems                                         | Tigervision                    | 1982 | Action                        |                                                                                       |
| Journey Escape                                                                          | Data Age                                                | Data Age                       | 1982 | Action                        |                                                                                       |
| Jungle Fever                                                                            | PlayAround                                              | PlayAround                     | 1982 | Action                        |                                                                                       |
| Kaboom!                                                                                 | Activision (Larry Kaplan, David Crane)                  | Activision                     | 1981 | Action                        |                                                                                       |
| Karate                                                                                  | Ultravision                                             | Ultravision                    | 1983 | Action                        |                                                                                       |
| Keystone Kapers                                                                         | Activision                                              | Activision                     | 1983 | Action                        |                                                                                       |
| Killer Satellites (Cassette)                                                            | Starpath                                                | Starpath                       | 1982 | Action                        |                                                                                       |
| King Kong                                                                               | Tigervision                                             | Tigervision                    | 1982 | Action                        |                                                                                       |
| Knight on the Town                                                                      |                                                         | PlayAround                     | 1982 |                               |                                                                                       |
| Kool-Aid Man                                                                            | M-Network                                               | M-Network                      | 1983 | Action                        |                                                                                       |
| Kung-Fu Master                                                                          | Irem Corp.                                              | Activision                     | 1987 | Action                        |                                                                                       |
| Lady in Wading                                                                          |                                                         | PlayAround                     | 1982 |                               |                                                                                       |
| Laser Blast                                                                             | Activision (David Crane)                                | Activision                     | 1981 | Action                        |                                                                                       |
| Laser Gates                                                                             | Imagic, VentureVision                                   | Imagic                         | 1983 | Action                        |                                                                                       |
| Laser Volley                                                                            |                                                         | Zellers                        | 1983 |                               | unlicensed reproduction of Laser Gates                                                |
| Lochjaw                                                                                 | Apollo                                                  | Apollo                         | 1982 | Action                        |                                                                                       |
| Lock 'N Chase                                                                           | Data East                                               | M-Network                      | 1982 | Action                        |                                                                                       |
| London Blitz                                                                            | Avalon Hill                                             | Avalon Hill                    | 1983 | Strategy                      |                                                                                       |
| Lost Luggage                                                                            | Apollo                                                  | Apollo                         | 1982 | Action                        |                                                                                       |
| M.A.D.                                                                                  | US Games                                                | US Games                       | 1982 | Action                        |                                                                                       |
| Major League Baseball                                                                   | APh Technological Consulting                            | M-Network                      | 1982 | Sports                        |                                                                                       |
| Magicard                                                                                | CommaVid                                                | CommaVid                       | 1981 |                               |                                                                                       |
| Malagai                                                                                 |                                                         | Answer Software                | 1983 | Action                        |                                                                                       |
| Mangia                                                                                  | Spectravision                                           | Spectravision                  | 1983 | Action                        |                                                                                       |
| Marauder                                                                                | On-Line Systems                                         | Tigervision                    | 1982 |                               |                                                                                       |
| Marine Wars                                                                             | Konami                                                  | Konami                         | 1983 | Action                        |                                                                                       |
| M*A*S*H                                                                                 | 20th Century Fox                                        | 20th Century Fox               | 1982 | Action                        |                                                                                       |
| Master Builder                                                                          | Spectravision                                           | Spectravision                  | 1983 | Action                        |                                                                                       |
| Masters of the Universe: The Power of He-Man                                            | M-Network                                               | M-Network                      | 1983 | Action                        |                                                                                       |
| MegaBoy                                                                                 |                                                         | Dynacom                        |      |                               |                                                                                       |
| Megaforce                                                                               | 20th Century Fox                                        | 20th Century Fox               | 1983 | Action                        |                                                                                       |
| Megamania                                                                               | Activision                                              | Activision                     | 1982 | Action                        |                                                                                       |
| Miner 2049er                                                                            | Big Five Software                                       | Tigervision                    | 1983 | Action                        |                                                                                       |
| Miner 2049er II                                                                         | Big Five Software                                       | Tigervision                    | 1982 | Action                        |                                                                                       |
| Mines of Minos                                                                          | CommaVid                                                | CommaVid                       | 1983 | Action                        |                                                                                       |
| Missile Control                                                                         |                                                         | Video Gems                     | 1983 | Action                        | PAL-format                                                                            |
| Mission 3000 A.D.                                                                       | Bit Corporation                                         | Bit Corporation                | 1983 | Action                        |                                                                                       |
| Mission Survive                                                                         |                                                         | Video Gems                     |      |                               | PAL-format                                                                            |
| Mogul Maniac                                                                            | Amiga                                                   | Amiga                          | 1983 | Action, Simulation, Sports    |                                                                                       |
| Montezuma's Revenge: Starring Panama Joe                                                | Parker Brothers                                         | Parker Brothers                | 1984 | Action                        |                                                                                       |
| Moonsweeper                                                                             | Imagic (Bob Smith)                                      | Imagic                         | 1983 | Action                        |                                                                                       |
| Motocross                                                                               |                                                         | Quelle                         | 1983 | Racing / Driving, Sports      |                                                                                       |
| Motocross Racer                                                                         | Xonox                                                   | Xonox                          | 1984 | Racing / Driving              |                                                                                       |
| Mountain King                                                                           | VSS, Inc.                                               | CBS Electronics                | 1983 | Action                        |                                                                                       |
| Mouse Trap                                                                              | Exidy                                                   | Coleco                         | 1982 | Action                        |                                                                                       |
| Mr. Do!                                                                                 | Universal Co., Ltd.                                     | Coleco                         | 1983 | Action                        |                                                                                       |
| Mr. Do's Castle                                                                         | Universal Co., Ltd.                                     | Parker Brothers                | 1984 | Action                        |                                                                                       |
| Mr. Postman                                                                             |                                                         | Bit Corporation                | 1983 |                               |                                                                                       |
| The Music Machine                                                                       | Christian Software Development                          | Sparrow, HomeComputer Software | 1983 | Action, Educational           |                                                                                       |
| My Golf                                                                                 |                                                         | HES                            | 1990 |                               |                                                                                       |
| Mystic Castle                                                                           |                                                         | M-Network                      |      |                               |                                                                                       |
| Name This Game                                                                          | US Games                                                | US Games                       | 1982 | Action                        |                                                                                       |
| NASL Soccer                                                                             | APh Technological Consulting                            | M-Network                      | 1982 | Sports                        |                                                                                       |
| NFL Football                                                                            | APh Technological Consulting                            | M-Network                      | 1982 | Sports                        |                                                                                       |
| Night Stalker                                                                           | M-Network                                               | M-Network                      | 1982 | Action                        |                                                                                       |
| No Escape!                                                                              | Imagic                                                  | Imagic                         | 1983 | Action                        |                                                                                       |
| Nova Blast                                                                              |                                                         | Imagic                         | 1983 |                               |                                                                                       |
| Nuts                                                                                    |                                                         | Technovision                   | 1983 |                               |                                                                                       |
| Ocean City Defender                                                                     |                                                         | Zellers                        |      |                               | unlicensed reproduction of Atlantis                                                   |
| Off Your Rocker                                                                         | Amiga                                                   | Amiga                          | 1983 | Action                        |                                                                                       |
| Oink!                                                                                   | Activision (Mike Lorenzen)                              | Activision                     | 1982 | Action                        |                                                                                       |
| Omega Race                                                                              | Bally Midway Manufacturing Co., Inc.                    | CBS Electronics                | 1983 | Action                        |                                                                                       |
| Open Sesame                                                                             | Bit Corporation                                         | Bit Corporation                | 1983 | Action                        |                                                                                       |
| Out of Control                                                                          | Avalon Hill                                             | Avalon Hill                    | 1983 | Action, Racing / Driving      |                                                                                       |
| Pac-Kong                                                                                |                                                         | Funvision                      | 1983 | Action                        |                                                                                       |
| Panda Chase                                                                             |                                                         | Home Vision                    |      |                               |                                                                                       |
| Parachute                                                                               |                                                         | Home Vision                    | 1983 |                               |                                                                                       |
| Party Mix (cassette)                                                                    | Starpath                                                | Starpath                       | 1983 | Action, Racing / Driving      |                                                                                       |
| Pete Rose Baseball                                                                      | Absolute Entertainment                                  | Absolute Entertainment         | 1989 | Sports                        |                                                                                       |
| Phantom Tank                                                                            |                                                         | Bit Corporation                |      |                               |                                                                                       |
| Phantom-Panzer                                                                          |                                                         | Quelle                         | 1983 | Action                        |                                                                                       |
| Phaser Patrol (cassette)                                                                | Starpath                                                | Starpath                       | 1982 | Action                        |                                                                                       |
| Philly Flasher                                                                          | Mystique, PlayAround                                    | Mystique                       | 1982 | Action                        |                                                                                       |
| Picnic                                                                                  | Western Technologies Inc.                               | US Games                       | 1983 | Action                        |                                                                                       |
| Piece o' Cake                                                                           | US Games                                                | US Games                       | 1983 | Action                        |                                                                                       |
| Pinball                                                                                 |                                                         | Zellers                        |      |                               | unlicensed reproduction of Video Pinball                                              |
| Piraten-Schiff                                                                          |                                                         | Spectravision                  |      |                               |                                                                                       |
| Pitfall!                                                                                | Activision (David Crane)                                | Activision                     | 1982 | Action                        |                                                                                       |
| Pitfall II: Lost Caverns                                                                | Activision (David Crane)                                | Activision                     | 1984 | Action                        |                                                                                       |
| Planet Patrol                                                                           | Spectravision                                           | Spectravision                  | 1983 | Action                        |                                                                                       |
| Planeten Patrouile                                                                      |                                                         | Spectravision                  |      |                               |                                                                                       |
| Plaque Attack                                                                           | Activision                                              | Activision                     | 1983 | Action                        |                                                                                       |
| Polaris                                                                                 | Taito Corporation                                       | Tigervision                    | 1982 | Action                        |                                                                                       |
| Pooyan                                                                                  | Konami                                                  | Konami                         | 1983 | Action                        |                                                                                       |
| Popeye                                                                                  | Nintendo Co., Ltd.                                      | Parker Brothers                | 1983 | Action                        |                                                                                       |
| Porky's                                                                                 | Dunhill Electronic Media Corp., Lazer Microsystems Inc. | 20th Century Fox               | 1983 | Adventure                     |                                                                                       |
| Pressure Cooker                                                                         | Activision                                              | Activision                     | 1983 | Action                        |                                                                                       |
| Private Eye                                                                             | Activision (Bob Whitehead)                              | Activision                     | 1984 | Action                        |                                                                                       |
| Pyramid War                                                                             |                                                         | S.S.                           |      |                               |                                                                                       |
| Q*bert                                                                                  | Western Technologies Inc.                               | Parker Brothers                | 1984 | Action                        |                                                                                       |
| Q*bert's Qubes                                                                          | Mylstar Electronics, Inc.                               | Parker Brothers                | 1984 | Action                        |                                                                                       |
| Quest for Quintana Roo                                                                  | VSS, Inc.                                               | Sunrise                        | 1983 | Action, Adventure             |                                                                                       |
| Quick Step                                                                              | Imagic                                                  | Imagic                         | 1983 | Action                        |                                                                                       |
| Rabbit Transit (cassette)                                                               | Starpath                                                | Starpath                       | 1983 | Action                        |                                                                                       |
| Racquetball                                                                             | Apollo                                                  | Apollo                         | 1981 | Action, Sports                |                                                                                       |
| Radar                                                                                   |                                                         | Zellers                        |      |                               | unlicensed reproduction of Cruise Missile                                             |
| Raft Rider                                                                              | US Games                                                | US Games                       | 1983 | Action                        |                                                                                       |
| Ram It                                                                                  | Telesys                                                 | Telesys                        | 1983 | Action                        |                                                                                       |
| Rampage                                                                                 | Activision (Bob Polaro)                                 | Activision                     | 1989 | Action                        | licensed by Bally Midway Manufacturing Co., Inc.                                      |
| Reactor                                                                                 | D. Gottlieb & Co.                                       | Parker Brothers                | 1983 | Action                        |                                                                                       |
| Red Sea Crossing                                                                        |                                                         | Steve Stack, Inc.              | 1983 |                               |                                                                                       |
| Rescue Terra 1                                                                          | VentureVision                                           | VentureVision                  | 1982 | Action                        |                                                                                       |
| Revenge of the Beefsteak Tomatoes                                                       | 20th Century Fox                                        | 20th Century Fox               | 1983 | Action                        |                                                                                       |
| Riddle of the Sphinx                                                                    | Imagic (Bob Smith)                                      | Imagic                         | 1982 | Action, Adventure             |                                                                                       |
| River Patrol                                                                            | Orca Corporation                                        | Tigervision                    | 1983 | Action                        |                                                                                       |
| River Raid                                                                              | Activision (Carol Shaw)                                 | Activision                     | 1982 | Action                        |                                                                                       |
| River Raid II                                                                           | Imagineering Inc.                                       | Activision                     | 1988 | Action                        |                                                                                       |
| Robin Hood/Sir Lancelot - The Joust                                                     | Xonox                                                   | Xonox                          | 1983 | Action                        | double-ended cartridge                                                                |
| Robin Hood                                                                              | Xonox                                                   | Xonox                          | 1983 | Action                        |                                                                                       |
| Robot Commando Raid                                                                     |                                                         | VidTec                         |      |                               |                                                                                       |
| Robot Tank                                                                              | Activision (Alan Miller)                                | Activision                     | 1983 | Action                        |                                                                                       |
| Roc 'N Rope                                                                             | Konami                                                  | Coleco                         | 1984 | Action                        |                                                                                       |
| Room of Doom                                                                            | CommaVid                                                | CommaVid                       | 1982 | Action                        |                                                                                       |
| Save Our Ship                                                                           |                                                         | Technovision                   |      |                               |                                                                                       |
| Save the Whales                                                                         | 20th Century Fox                                        | Control Video Corporation      | 1988 | Action                        |                                                                                       |
| Scraper Caper                                                                           |                                                         | Tigervision                    |      |                               |                                                                                       |
| Scuba Diver                                                                             |                                                         | Panda Computer Games           |      |                               |                                                                                       |
| Sea Hawk                                                                                | Froggo                                                  | Froggo                         | 1988 | Action                        |                                                                                       |
| Seaquest                                                                                | Activision                                              | Activision                     | 1983 | Action                        |                                                                                       |
| Shark Attack                                                                            |                                                         | Apollo                         | 1982 |                               |                                                                                       |
| Shootin' Gallery                                                                        | Imagic                                                  | Imagic                         | 1983 | Action                        |                                                                                       |
| Shuttle Orbiter'                                                                        | Avalon Hill                                             | Avalon Hill                    | 1983 | Action, Simulation            |                                                                                       |
| Sir Lancelot                                                                            | Xonox                                                   | Xonox                          | 1983 | Action                        |                                                                                       |
| Skate Boardin': A Radical Adventure                                                     | Absolute Entertainment                                  | Absolute Entertainment         | 1987 | Action, Sports                |                                                                                       |
| Skeet Shoot                                                                             | Apollo                                                  | Apollo                         | 1981 | Action                        |                                                                                       |
| Skiing                                                                                  | Activision (Bob Whitehead)                              | Activision                     | 1980 | Sports                        |                                                                                       |
| Sky Jinks                                                                               | Activision (Bob Whitehead)                              | Activision                     | 1982 | Racing / Driving              |                                                                                       |
| Sky Skipper                                                                             | Nintendo Co., Ltd.                                      | Parker Brothers                | 1983 | Action                        |                                                                                       |
| Smurf: Rescue in Gargamel's Castle                                                      | Coleco                                                  | Coleco                         | 1982 | Action                        |                                                                                       |
| Sneak 'N Peek                                                                           | US Games                                                | US Games                       | 1982 | Simulation                    |                                                                                       |
| Solar Fox                                                                               | Bally Midway Manufacturing Co., Inc.                    | CBS Electronics                | 1983 | Action                        |                                                                                       |
| Solar Storm                                                                             | Imagic                                                  | Imagic                         | 1983 | Action                        |                                                                                       |
| Sorcerer                                                                                | Mythicon                                                | Mythicon                       | 1983 | Action                        |                                                                                       |
| Space Adventure                                                                         |                                                         | Zellers                        |      |                               |                                                                                       |
| Space Attack                                                                            | M-Network                                               | M-Network                      | 1982 | Action                        |                                                                                       |
| Space Canyon                                                                            |                                                         | Panda Computer Games           |      |                               |                                                                                       |
| Space Cavern                                                                            | Apollo                                                  | Apollo                         | 1981 | Action                        |                                                                                       |
| Spacechase                                                                              | Apollo                                                  | Apollo                         | 1981 | Action                        |                                                                                       |
| Space Grid                                                                              |                                                         | Action Hi-Tech                 |      |                               | PAL-format                                                                            |
| Space Jockey                                                                            | US Games                                                | US Games                       | 1981 | Action                        |                                                                                       |
| Spacemaster X-7                                                                         | Sirius Software                                         | 20th Century Fox               | 1983 | Action, Strategy              |                                                                                       |
| Space Shuttle: A Journey Into Space                                                     | Activision                                              | Activision                     | 1983 | Simulation                    |                                                                                       |
| Spiderdroid                                                                             | Froggo                                                  | Froggo                         | 1988 | Action                        |                                                                                       |
| Spider Fighter                                                                          | Activision                                              | Activision                     | 1983 | Action                        |                                                                                       |
| Spider-Man                                                                              | Parker Brothers                                         | Parker Brothers                | 1983 | Action                        |                                                                                       |
| Spider Maze                                                                             |                                                         | K-Tel Vision                   |      |                               |                                                                                       |
| Spike's Peak                                                                            | Xonox                                                   | Xonox                          | 1983 | Action                        |                                                                                       |
| Spitfire Attack                                                                         | Milton Bradley                                          | Milton Bradley                 | 1983 | Action                        |                                                                                       |
| Springer                                                                                | Orca Corporation                                        | Tigervision                    | 1983 | Action                        |                                                                                       |
| Spy Hunter                                                                              | Bally Midway Manufacturing Co., Inc.                    | Sega                           | 1983 | Action, Racing / Driving      |                                                                                       |
| Squeeze Box                                                                             | US Games                                                | US Games                       | 1983 | Action                        |                                                                                       |
| Sssnake                                                                                 | Data Age                                                | Data Age                       | 1982 | Action                        |                                                                                       |
| Stampede                                                                                | Activision (Bob Whitehead)                              | Activision                     | 1981 | Action                        |                                                                                       |
| Star Fox                                                                                | Mythicon                                                | Mythicon                       | 1983 | Action                        |                                                                                       |
| Stargunner                                                                              | Telesys                                                 | Telesys                        | 1982 | Action                        |                                                                                       |
| Starmaster                                                                              | Activision (Alan Miller)                                | Activision                     | 1982 | Action                        |                                                                                       |
| Star Strike                                                                             | M-Network                                               | M-Network                      | 1982 | Action                        |                                                                                       |
| Star Trek: Strategic Operations Simulator                                               | Sega                                                    | Sega                           | 1983 | Action                        |                                                                                       |
| Star Voyager                                                                            | Imagic (Bob Smith)                                      | Imagic                         | 1982 | Action                        |                                                                                       |
| Star Wars: The Arcade Game                                                              | Atari, Inc. (Bob Smith)                                 | Parker Brothers                | 1984 | Action                        |                                                                                       |
| Star Wars: Jedi Arena                                                                   | Parker Brothers                                         | Parker Brothers                | 1983 | Action                        |                                                                                       |
| Star Wars Return of the Jedi: Death Star Battle                                         | Parker Brothers                                         | Parker Brothers                | 1983 | Action                        |                                                                                       |
| Star Wars: The Empire Strikes Back                                                      | Parker Brothers                                         | Parker Brothers                | 1982 | Action                        |                                                                                       |
| Strategy X                                                                              | Konami                                                  | Konami                         | 1983 | Action                        |                                                                                       |
| Strawberry Shortcake: Musical Match-ups                                                 | Parker Brothers                                         | Parker Brothers                | 1983 | Strategy                      |                                                                                       |
| Stronghold                                                                              | CommaVid                                                | CommaVid                       | 1983 | Action                        |                                                                                       |
| Sub Scan                                                                                |                                                         | Sega                           | 1983 |                               |                                                                                       |
| Subterranea                                                                             | Imagic                                                  | Imagic                         | 1983 | Action                        |                                                                                       |
| Suicide Mission (cassette)                                                              | Starpath                                                | Starpath                       | 1982 | Action                        |                                                                                       |
| Summer Games                                                                            | Epyx                                                    | Epyx                           | 1987 | Action, Sports                |                                                                                       |
| Super Baumeister                                                                        |                                                         | Spectravision                  |      |                               |                                                                                       |
| Super Challenge Baseball                                                                |                                                         | M-Network                      | 1982 | Sports                        | reissued by Telegames in 1988                                                         |
| Super Challenge Football                                                                |                                                         | M-Network                      | 1982 | Sports                        | reissued by Telegames in 1988                                                         |
| Super Cobra                                                                             | Konami                                                  | Parker Brothers                | 1983 | Action                        |                                                                                       |
| Surfer's Paradise: But Danger Below!                                                    |                                                         | Video Gems                     | 1983 | Action, Sports                | PAL-format                                                                            |
| Survival Island (cassette)                                                              | Starpath                                                | Starpath                       | 1983 | Adventure                     |                                                                                       |
| Survival Run                                                                            | Milton Bradley                                          | Milton Bradley                 | 1983 | Action                        |                                                                                       |
| Swedish Erotica: Bachelor Party                                                         | Mystique                                                | Mystique                       | 1983 | Action                        |                                                                                       |
| Swedish Erotica: Beat' Em & Eat 'Em                                                     | Mystique                                                | Mystique                       | 1982 | Action                        |                                                                                       |
| Swedish Erotica: Custer's Revenge                                                       | Mystique                                                | Mystique                       | 1983 | Action                        |                                                                                       |
| Sword of Saros (cassette)                                                               | Starpath                                                | Starpath                       | 1983 | Adventure                     |                                                                                       |
| Tac-Scan                                                                                | Sega                                                    | Sega                           | 1983 | Action                        |                                                                                       |
| Tank Brigade                                                                            |                                                         | Panda Computer Games           | 1983 |                               |                                                                                       |
| Tank City                                                                               |                                                         | Action Hi-Tech                 |      |                               |                                                                                       |
| Tanks But No Tanks                                                                      |                                                         | Zimag                          | 1983 |                               |                                                                                       |
| Tapeworm                                                                                | Spectravision                                           | Spectravision                  | 1982 | Action                        |                                                                                       |
| Tapper                                                                                  | Bally Midway Manufacturing Co., Inc.                    | Sega                           | 1984 | Action                        |                                                                                       |
| Task Force                                                                              |                                                         | Froggo                         | 1988 |                               |                                                                                       |
| Tax Avoiders                                                                            |                                                         | American Videogame             | 1983 | Action                        |                                                                                       |
| Tennis                                                                                  | Activision (Alan Miller)                                | Activision                     | 1981 | Sports                        |                                                                                       |
| Texas Chainsaw Massacre                                                                 | VSS, Inc.                                               | Wizard Video                   | 1983 | Action                        |                                                                                       |
| Threshold                                                                               | On-Line Systems                                         | Tigervision                    | 1983 | Action                        |                                                                                       |
| Thunderground                                                                           | Sega                                                    | Sega                           | 1983 | Action                        |                                                                                       |
| Time Pilot                                                                              | Konami                                                  | Coleco                         | 1983 | Action                        |                                                                                       |
| Time Warp                                                                               |                                                         | Zellers                        |      |                               |                                                                                       |
| Title Match Pro Wrestling                                                               | Absolute Entertainment                                  | Absolute Entertainment         | 1989 | Sports                        |                                                                                       |
| Tomarc The Barbarian                                                                    | Xonox                                                   | Xonox                          | 1983 | Action                        |                                                                                       |
| Tomcat: The F-14 Fighter Simulator AKA Dan Kitchen's Tomcat: The F-14 Fighter Simulator | Absolute Entertainment (Dan Kitchen)                    | Absolute Entertainment         | 1988 | Action, Simulation            |                                                                                       |
| Tooth Protectors                                                                        | DSD/Camelot                                             | DSD/Camelot                    | 1983 | Action                        | Was only available via mail order from Johnson & Johnson                              |
| Towering Inferno                                                                        | Western Technologies Inc.                               | US Games                       | 1982 | Action                        |                                                                                       |
| Treasure Below                                                                          |                                                         | Video Gems                     |      |                               | PAL-format                                                                            |
| Trick Shot                                                                              | Imagic                                                  | Imagic                         | 1983 | Sports                        |                                                                                       |
| Tron: Deadly Discs                                                                      | M-Network                                               | M-Network                      | 1982 | Action                        |                                                                                       |
| Tunnel Runner                                                                           | CBS Electronics                                         | CBS Electronics                | 1983 | Action                        |                                                                                       |
| Turmoil                                                                                 | Sirius Software                                         | 20th Century Fox               | 1982 | Action                        |                                                                                       |
| Tutankham                                                                               | Konami                                                  | Parker Brothers                | 1983 | Action                        |                                                                                       |
| Universal Chaos                                                                         | Exidy                                                   | Telegames                      | 1983 | Action                        |                                                                                       |
| Up'n Down                                                                               | Sega                                                    | Sega                           | 1984 | Action, Racing / Driving      |                                                                                       |
| Venture                                                                                 | Exidy                                                   | Coleco                         | 1982 | Action                        |                                                                                       |
| Video Jogger                                                                            | Exus Corporation                                        | Exus Corporation               | 1983 | Action                        |                                                                                       |
| Video Life                                                                              | CommaVid                                                | CommaVid                       | 1981 |                               |                                                                                       |
| Video Reflex                                                                            | Exus Corporation                                        | Exus Corporation               | 1983 | Action                        |                                                                                       |
| Vulture Attack                                                                          |                                                         | K-Tel Vision                   |      |                               |                                                                                       |
| Wabbit                                                                                  | Apollo                                                  | Apollo                         | 1982 | Action                        |                                                                                       |
| Wall Ball                                                                               |                                                         | Avalon Hill                    | 1983 |                               |                                                                                       |
| Wall Defender                                                                           | Bomb                                                    | Bomb                           | 1983 | Action                        |                                                                                       |
| War Zone                                                                                |                                                         | Action Hi-Tech                 |      |                               |                                                                                       |
| Warplock                                                                                | Data Age                                                | Data Age                       | 1982 | Action                        |                                                                                       |
| Weird Bird                                                                              |                                                         | US Games                       |      |                               |                                                                                       |
| Wing War                                                                                | Imagic                                                  | Imagic                         | 1983 | Action                        |                                                                                       |
| Winter Games                                                                            | Action Graphics                                         | Epyx                           | 1987 | Action, Sports                |                                                                                       |
| Wizard of Wor                                                                           | Bally Midway Manufacturing Co., Inc.                    | CBS Electronics                | 1982 | Action                        |                                                                                       |
| Word Zapper                                                                             | US Games                                                | US Games                       | 1982 | Action                        |                                                                                       |
| Worm War I                                                                              | Sirius Software                                         | 20th Century Fox               | 1982 |                               |                                                                                       |
| X-man                                                                                   |                                                         | Universal Gamex                | 1983 | Action                        | Adult-themed game unrelated to the X-Men.                                             |
| Z-Tack                                                                                  | Bomb                                                    | Bomb                           | 1983 | Action                        |                                                                                       |
| Zaxxon                                                                                  | Sega                                                    | Coleco                         | 1982 | Action                        |                                                                                       |
| Zoo Fun                                                                                 |                                                         | Home Vision                    |      |                               |                                                                                       |

## Igre iz domaće radinosti
Atari 2600 je popularna platforma za igre u domaćoj radinosti. Za razliku od kasnijih sistema ne zahtjeva modchip, da bi se taj softver mogao pokretati na sklopovlju. Postoji jedan program prevodilac, no popularna patforma za razvoje je Batari Basic (BBasic)
 —
Mnogi programeri koriste assembler za MOS 6502. Programiranje za Atari 2600 smatra se složenim poslom, jer zbog nedostatka video memorije, i male radne memorije, programiranje se svodi na precizno brojanje otkucaja svake naredbe.
Activision je 2003. godine uklučio nekoliko igara iz domaće radinosti kao dio Activision Anthology (Antologija Activisiona) za Game Boy Advance.
Ovo je nepotpuni popis igara:
| Game Title          | Developer (Designer)                                                    | Publisher                                                                                  | Year | Genre                | Notes and references                                                                        |
| ------------------- | ----------------------------------------------------------------------- | ------------------------------------------------------------------------------------------ | ---- | -------------------- | ------------------------------------------------------------------------------------------- |
| A-VCS-tec Challenge | Simon Quernhorst (Programmer), Paul Slocum (Music)                      | AtariAge                                                                                   | 2006 | Action               | Port of Aztec Challenge                                                                     |
| Alfred Challenge    | Eric Bacher                                                             | Ebivision                                                                                  | 1998 | Action               | Platform-and-ladder game                                                                    |
| Allia Quest         | Igor Barzilai                                                           | Ebivision                                                                                  | 2001 | Action               | Fixed shooter game                                                                          |
| Bee-Ball            | Ivan Machado                                                            | AtariAge                                                                                   | 2007 | Action               | [ 16 ]                                                                                      |
| Climber 5           | Dennis Debro                                                            | XYPE                                                                                       | 2004 | Action               | Included in the Activision Anthology                                                        |
| Conquest of Mars    | Champ Games (John W. Champeau)                                          | AtariAge                                                                                   | 2006 | Action               | Inspired by 1981 game Caverns of Mars                                                       |
| Duck Attack!        | Will Nicholes                                                           | AtariAge                                                                                   | 2010 | Action-Adventure     | Loosely based on Adventure                                                                  |
| Edtris 2600         | Ed Federmeyer                                                           | Hozer Video Games                                                                          | 1995 | Strategy             | Unofficial port of Tetris                                                                   |
| Euchre              | Erik Eid                                                                | self-published                                                                             | 2002 | Strategy             | Included in the Activision Anthology as Video Euchre                                        |
| Fall Down           | Aaron Curtis                                                            | AtariAge                                                                                   | 2005 | Action               | [ 20 ]                                                                                      |
| FlapPing            | Kirk Israel                                                             | AtariAge                                                                                   | 2004 | Action               | Originally titled JoustPong                                                                 |
| Four-Play           | Zach Matley                                                             | AtariAge                                                                                   | 2006 | Strategy             | [ 20 ]                                                                                      |
| Go Fish!            | Bob Montgomery                                                          | AtariAge                                                                                   | 2005 | Action               | [ 20 ]                                                                                      |
| Gunfight            | Manuel Rotschkar                                                        | XYPE                                                                                       | 2001 | Action               | [ 20 ]                                                                                      |
| Halo 2600           | Ed Fries                                                                | AtariAge                                                                                   | 2010 | Action               | Based on Bungie's Halo series; Fries was involved in Microsoft's acquisition of Bungie      |
| Hunchy II           | Chris Walton                                                            | AtariAge                                                                                   | 2005 | Action               | [ 20 ]                                                                                      |
| Jammed              | Thomas Jentzsch                                                         | XYPE                                                                                       | 2001 | Strategy             | [ 20 ]                                                                                      |
| Juno First          | Chris Walton                                                            | AtariAge                                                                                   | 2009 | Action               | [ 22 ]                                                                                      |
| K.O. Cruiser        | Devin Cook                                                              | AtariAge                                                                                   | 2010 | Sports               | [ 23 ]                                                                                      |
| Lady Bug            | Champ Games (John W. Champeau)                                          | AtariAge                                                                                   | 2006 | Action               | [ 24 ]                                                                                      |
| Marble Craze        | Paul Slocum                                                             | XYPE                                                                                       | 2002 | Action               | [ 20 ]                                                                                      |
| Mean Santa          | John K. Harvey                                                          | 2600 Connection Arhivirana inačica izvorne stranice od 7. siječnja 2011. (Wayback Machine) | 2009 | Action/Strategy      |                                                                                             |
| Medieval Mayhem     | SpiceWare (Darrell Spice Jr.)                                           | AtariAge                                                                                   | 2006 | Action               | Remake of Warlords that adds arcade features missing from the original home version.        |
| Okie Dokie          | Bob Colbert                                                             | Retroware                                                                                  | 1996 | Strategy             | Included in the Activision Anthology                                                        |
| Oystron             | Piero Cavina                                                            | XYPE                                                                                       | 1997 | Action               | Included in the Activision Anthology                                                        |
| Pesco               | Eric Bacher                                                             | Ebivision                                                                                  | 1999 | Action               | [ 20 ]                                                                                      |
| Pressure Gauge      | John K. Harvey                                                          | Self-published                                                                             | 1999 | Action/Puzzle        | [ 20 ]                                                                                      |
| Seawolf             | Manuel Rotschkar                                                        | XYPE                                                                                       | 2004 | Action               | [ 20 ]                                                                                      |
| SCSIcide            | Joe Grand                                                               | AtariAge                                                                                   | 2001 | Action               | Updated and re-released in 2005 as Ultra SCSIcide                                           |
| Skeleton+           | Eric Ball                                                               | AtariAge                                                                                   | 2003 | First-person shooter | Included in the Activision Anthology                                                        |
| Sound X             | Ed Federmeyer                                                           | Hozer Video Games                                                                          | 1994 | Music                | [ 20 ]                                                                                      |
| Space Treat Deluxe  | Fabrizio Zavagli                                                        | AtariAge                                                                                   | 2003 | Action               | Included in the Activision Anthology                                                        |
| Space Instigators   | Christopher Tumber                                                      | XYPE                                                                                       | 2002 | Action               | [ 20 ]                                                                                      |
| Squish 'Em          | Bob Montgomery                                                          | AtariAge                                                                                   | 2007 | Action               | [ 26 ]                                                                                      |
| Star Fire           | Manuel Rotschkar, Thomas Jentzsch                                       | XYPE                                                                                       | 2003 | Action               | [ 20 ]                                                                                      |
| Stay Frosty         | SpiceWare (Darrell Spice Jr.)                                           | AtariAge                                                                                   | 2007 | Action               | Also included on 2007 AtariAge Holiday Cart: Stella's Stocking                              |
| Strat-O-Gems Deluxe | John Payson                                                             | AtariAge                                                                                   | 2005 | Strategy             | [ 20 ]                                                                                      |
| Super 3D Portals 6  | Zach Hinchy                                                             | self-published                                                                             | 2008 | Strategy             | A demake of Portal                                                                          |
| SWOOPS!             | Thomas Jentzsch                                                         | AtariAge                                                                                   | 2005 | Action               | [ 20 ]                                                                                      |
| Synthcart           | Paul Slocum                                                             | AtariAge                                                                                   | 2002 | Music                | Keyboard controllers are used to create sound loops                                         |
| Thrust              | Thomas Jentzsch                                                         | XYPE                                                                                       | 2000 | Action               | Re-released with enhancements in 2002 as Thrust+ DC Edition and in 2003 as Thrust+ Platinum |
| Toyshop Trouble     | John Payson, Zach Matley, Bob Montgomery, Thomas Jentzsch, Nathan Strum | AtariAge                                                                                   | 2007 | Action               | Also released in 2006 as 2006 AtariAge Holiday Cart: Toyshop Trouble                        |
| Turbo               | AtariAge                                                                | AtariAge                                                                                   | 2010 | Racing / Driving     | [ 28 ]                                                                                      |
| Vault Assault       | Brian Prescott                                                          | self-published                                                                             | 2001 | Action               | Included in the Activision Anthology                                                        |
| Vong                | Rick Skrbina                                                            | self-published                                                                             | 2008 | Sports               | [ 29 ]                                                                                      |
| Warring Worms       | Baroque Gaming (Billy Eno)                                              | AtariAge                                                                                   | 2002 | Action               | Expanded and re-released in 2005 as Warring Worms: The Worm (Re)Turns                       |